# Hector Flores
Hector Raúl Cruz Flores (El Salvador; 8 de diciembre de 1993) es un futbolista salvadoreño. Su posición es defensa y su actual club es el A. D. Chalatenango de la Primera División de El Salvador.

## Estadísticas

### Clubes
Actualizado al último partido jugado el 8 de mayo de 2025.
| Club Deportivo Chalatenango · El Salvador         | 1.ª                 | 2016                | 2   | 0 | - | - | - | - | 2   | 0 | 0.00 |
| Club Deportivo Chalatenango · El Salvador         | 1.ª                 | 2016-17             | 32  | 3 | - | - | - | - | 32  | 3 | 0.09 |
| Asociación Deportiva Chalatenango · El Salvador   | 1.ª                 | 2017-18             | 34  | 2 | - | - | - | - | 34  | 2 | 0.05 |
| Asociación Deportiva Chalatenango · El Salvador   | 1.ª                 | 2018-19             | 46  | 1 | - | - | - | - | 46  | 1 | 0.02 |
| Asociación Deportiva Chalatenango · El Salvador   | Total               | Total               | 114 | 6 | 0 | 0 | 0 | 0 | 114 | 6 | 0.05 |
| Alianza Fútbol Club · El Salvador                 | 1.ª                 | 2019                | 8   | 0 | - | - | 3 | 0 | 11  | 0 | 0.00 |
| Alianza Fútbol Club · El Salvador                 | Total               | Total               | 8   | 0 | 0 | 0 | 3 | 0 | 11  | 0 | 0.00 |
| Asociación Deportiva Chalatenango · El Salvador   | 1.ª                 | 2020                | 11  | 0 | - | - | - | - | 11  | 0 | 0.00 |
| Asociación Deportiva Chalatenango · El Salvador   | 1.ª                 | 2020-21             | 24  | 0 | - | - | - | - | 24  | 0 | 0.00 |
| Asociación Deportiva Chalatenango · El Salvador   | 1.ª                 | 2021-22             | 38  | 3 | - | - | - | - | 38  | 3 | 0.08 |
| Asociación Deportiva Chalatenango · El Salvador   | 1.ª                 | 2022                | 6   | 0 | - | - | - | - | 6   | 0 | 0.00 |
| Asociación Deportiva Chalatenango · El Salvador   | Total               | Total               | 79  | 3 | 0 | 0 | 0 | 0 | 79  | 3 | 0.04 |
| Asociación Deportiva Isidro Metapán · El Salvador | 1.ª                 | 2023                | 21  | 0 | - | - | - | - | 21  | 0 | 0.00 |
| Asociación Deportiva Isidro Metapán · El Salvador | 1.ª                 | 2023-24             | 4   | 0 | - | - | - | - | 4   | 0 | 0.00 |
| Asociación Deportiva Isidro Metapán · El Salvador | 1.ª                 | 2024-25             | 30  | 0 | - | - | - | - | 30  | 0 | 0.00 |
| Asociación Deportiva Isidro Metapán · El Salvador | 1.ª                 | 2025-26             |     |   |   |   |   |   |     |   |      |
| Asociación Deportiva Isidro Metapán · El Salvador | Total               | Total               | 55  | 0 | 0 | 0 | 0 | 0 | 55  | 0 | 0.00 |
| Total en su carrera                               | Total en su carrera | Total en su carrera | 256 | 9 | 0 | 0 | 3 | 0 | 259 | 9 | 0.03 |
| (2) No incluye goles en partidos amistosos.       |                     |                     |     |   |   |   |   |   |     |   |      |

### Selección nacional
| Selección                                       | Año                 | Partidos | Goles |
| ----------------------------------------------- | ------------------- | -------- | ----- |
| El Salvador                                     |                     |          |       |
| 2021                                            | 1                   | 0        |       |
| Total en su carrera                             | Total en su carrera | 1        | 0     |
| Estadísticas hasta el 25 de septiembre de 2021. |                     |          |       |

## Palmarés

### Títulos nacionales
| Título           | Club       | País        | Año    |
| ---------------- | ---------- | ----------- | ------ |
| Primera División | Alianza FC | El Salvador | A-2019 |